# Лаклинский сельсовет
Лаклинский сельсовет (баш. Лаҡлы ауыл Советы) — сельское поселение в Салаватском районе Республики Башкортостан.
Административный центр — село Лаклы.

## История
Согласно Закону о границах, статусе и административных центрах муниципальных образований в Республике Башкортостан имеет статус сельского поселения.

## Население
| 2002  | 2009  | 2010  | 2012  | 2013  | 2014  | 2015  |
| ----- | ----- | ----- | ----- | ----- | ----- | ----- |
| 1635  | ↘1574 | ↘1330 | ↘1295 | ↘1265 | ↘1241 | ↘1207 |
| 2016  | 2017  | 2018  |       |       |       |       |
| ↘1194 | ↘1183 | ↘1151 |       |       |       |       |

Жители преимущественно татары и башкиры.

## Состав сельского поселения
| № | Населённый пункт | Тип населённого пункта       | Население | Примечание |
| - | ---------------- | ---------------------------- | --------- | ---------- |
| 1 | Лаклы            | село, административный центр | ↘925      |            |
| 2 | Урманчино        | деревня                      | ↘405      |            |

## Достопримечательности
- Лаклинская пещера — карстовая пещера, памятник природы (1965), обитают летучие мыши[16][17].